# Chino Valley, Arizona
Chino Valley je gradić u američkoj saveznoj državi Arizona. Prema popisu stanovništva iz 2010. u njemu je živjelo 10,817 stanovnika.